# Hospital General de Acapulco
El Hospital IMSS-BIENESTAR Acapulco, también conocido como “El Quemado”, es una institución médica ubicada en Acapulco de Juárez, en la localidad de El Quemado, Guerrero.

## Historia
La historia del Hospital General de Acapulco se remonta al siglo XVI, cuando los frailes agustinos iniciaron la prestación de servicios hospitalarios en la región. Posteriormente, Bernardino Álvarez estableció formalmente el Hospital de Nuestra Señora de la Consolación con el respaldo de la corona española.
Durante los siglos XVI y XVII, la atención médica estuvo principalmente a cargo de frailes, y hacia finales del siglo XVIII, se incorporaron médicos y cirujanos al panorama de la salud local. Tras la Guerra de Independencia y hasta la séptima década del siglo XIX, es plausible que la localidad careciera de un hospital regular, dependiendo en gran medida de profesionales de la salud itinerantes. En la década de 1920, médicos cirujanos titulados comenzaron a establecerse de manera más permanente en Acapulco. En 1938, se fundó el Hospital Civil Morelos, el cual fue posteriormente sustituido en 1972 por el Hospital General de Acapulco
El Hospital General de Acapulco fue inaugurado en el año 2018 con una inversión significativa de 826 millones de pesos, financiados a través del Fondo de Desastres Naturales (Fonden). Se estima que esta infraestructura proporcionará servicios de atención médica a más de 800,000 habitantes de la región. El traslado de las instalaciones del Hospital General de Acapulco a su nueva ubicación en El Quemado fue un proceso que generó ciertas manifestaciones por parte de trabajadores y supuestos familiares de pacientes.
A pesar de las protestas, muchos médicos y miembros de la población hospitalaria expresaron su respaldo al traslado, destacando las ventajas de contar con un establecimiento dotado de equipo nuevo y de primer nivel. La decisión de mudar las instalaciones fue impulsada por consideraciones de modernización y mejora en la capacidad de atención médica, aspectos que fueron respaldados por parte del personal médico y de la población beneficiaria.

## Servicios médicos

### Especialidades y subespecialidades[3]
- pediatría
- ginecología
- anestesiología
- neurología
- dermatología
- traumatología
- ortopedia,
- urología

- Consulta Externa
- Medicina preventiva
- Urgencias
- Banco de sangre

- Laboratorio
- Radiología e Imagenología
- Cirugía general
- Oftalmología